# SalMar
SalMar é uma empresa norueguesa de piscicultura e uma das maiores produtoras mundiais de salmão de viveiro.
Suas operações de piscicultura estão na Noruega, Islândia e Escócia e exposta seus produtos para a Europa, América do Norte e Ásia.
Possui mais de 100 licenças para a produção de salmão do Atlântico na Noruega e sendo operadas por meio de sua subsidiária Senja Sjøfarm AS, também possui 50% da Norskott Havbruk, 52,48% da Icelandic Salmon na Islândia e possui 50% da Scottish Sea Farms na Escócia e que opera fazendas de peixes.
Foi fundada por Gustav Witzøe em 1991 e sua sede fica em Frøya na Noruega.
Esta cotada na Bolsa de Valores de Oslo desde de 2007.